# Herrera Vegas
Herrera Vegas es una localidad del partido de Hipólito Yrigoyen, provincia de Buenos Aires, Argentina.
Es la segunda localidad en importancia dentro del partido de Hipólito Yrigoyen. Se ubica a 40 km de su ciudad cabecera, en el camino del ex Ferrocarril Midland, luego Ferrocarril General Belgrano, y a menos de 1000 metros de la Ruta Nacional 226, en el kilómetro 432. Las localidades más cercanas son María Lucila (16 km), Girondo (20 km), Hortensia (21 km) y San Carlos de Bolívar (33 km).

## Reseña histórica
La localidad nació el 1 de agosto de 1911, en correspondencia con la llegada del ferrocarril Midland, que unía la estación Puente Alsina con Carhué, comunicando el lugar con la actual ciudad cabecera. No obstante, los antecedentes históricos se remontan a tiempos precolombinos o de pre conquista, situando a étnicas de ascendencia mocovíes y querandíes que fueron incorporadas a la nación mapuche desde 1834, tras la ocupación de la confederación liderada por Calfucura, con sede en Salinas Grandes (La Pampa), hasta el límite del río Salado bonaerense.

## Ubicación
Se accede al pueblo desde la Ruta Nacional 226 a mitad de camino entre las ciudades de San Carlos de Bolívar y Pehuajó.

## Actividades económicas
Tradicionalmente la actividad agrícola ganadera fue el motor económico del lugar, pero a la sazón de apenas 15 grandes explotaciones rurales, y menos de una decena de extensiones con hasta 200 hectáreas. Esta estructura de tendencia de la tierra no ha posibilitado el desarrollo de cooperativas agropecuarias o emprendimientos como sí tuvieron localidades vecina, como por ejemplo San Carlos de Bolívar y Henderson, cuya edad histórica es levemente mayor.
El cierre del ferrocarril en 1977 y las inundaciones entre 1984 y 2002 afectaron sensiblemente la economía local, principalmente actividades satélites como comercios, oficios y pymes. A.A su vez, la reestructuración agrícola de las últimas dos décadas afectó el número de empleados rurales y el arraigo, puntualmente por la tercerización de trabajos en algunos casos.
Sin embargo, en la presente década varias actividades se impusieron a la tendencia regresiva en cuanto al trabajo, favoreciendo el empleo. Entre ellas se destaca la instalación del feed lot en la Estancia “Los Tambos”, " Don Pedro" y " El Tero" y la radicación de la empresa “Inversora Suipachense” (acopiadora y fábrica, con proceso de comercialización arvejas, maíz pisingallo, lentejas, lentejones y coriandro).

## Población
La población ha disminuido desde 1960 que alcanzó los 853 habitantes si se considera el área rural.
Cuenta con 115 habitantes (Indec, 2010), lo que representa un descenso del 4 % frente a los 120 habitantes (Indec, 2001) del censo anterior.
| Gráfica de evolución demográfica de Herrera Vegas entre 1991 y 2010 |
|                                                                     |
| Fuente: Censos nacionales del INDEC                                 |

## Imágenes

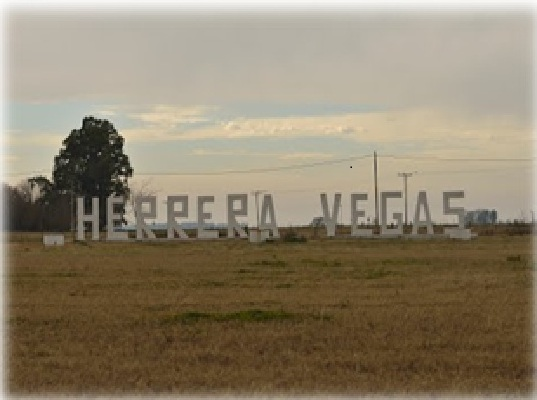
Acceso a Herrera Vegas por ruta nacional 226
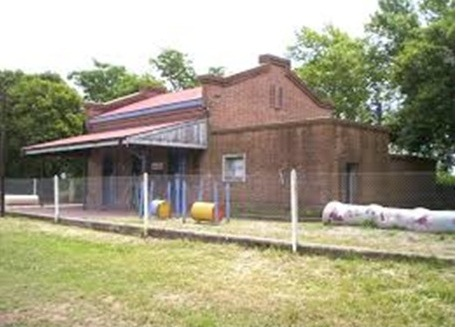
Jardín de Infantes "Santa Cecilia", que actualmente funciona en la ex estación de tren
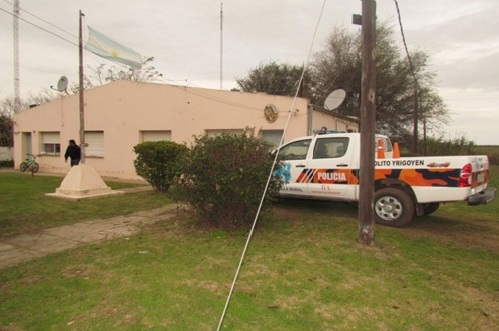
Destacamento policial, donde tiene sede la Patrulla Rural de una amplia zona del distrito
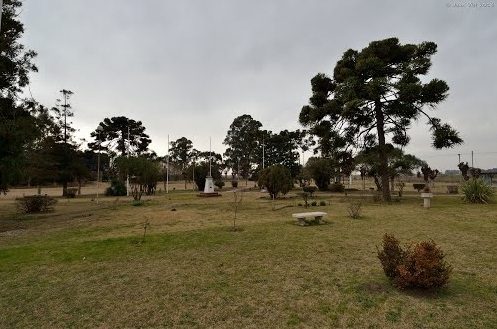
Plaza Grl. San Martín, un espacio histórico fundado hace 60 años, con la presencia de Granaderos
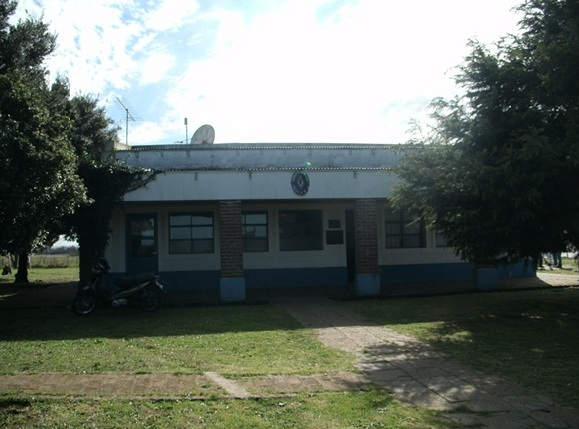
E.P. n.º 4 y E.E.S.n.º 3
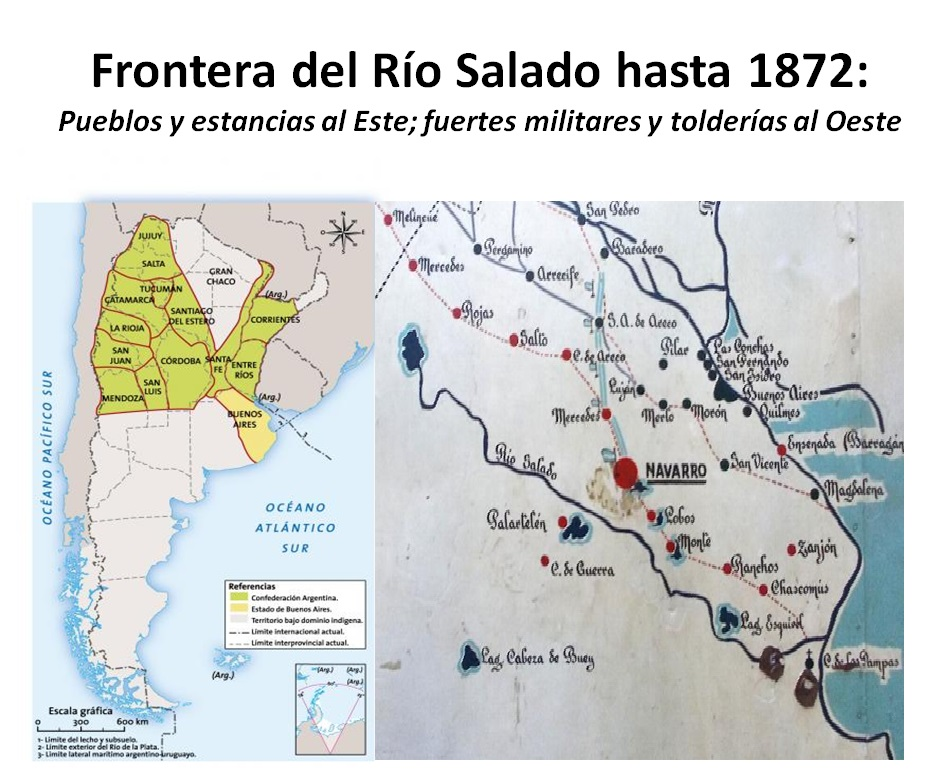
Fronteras históricas